# Uniform m/1939

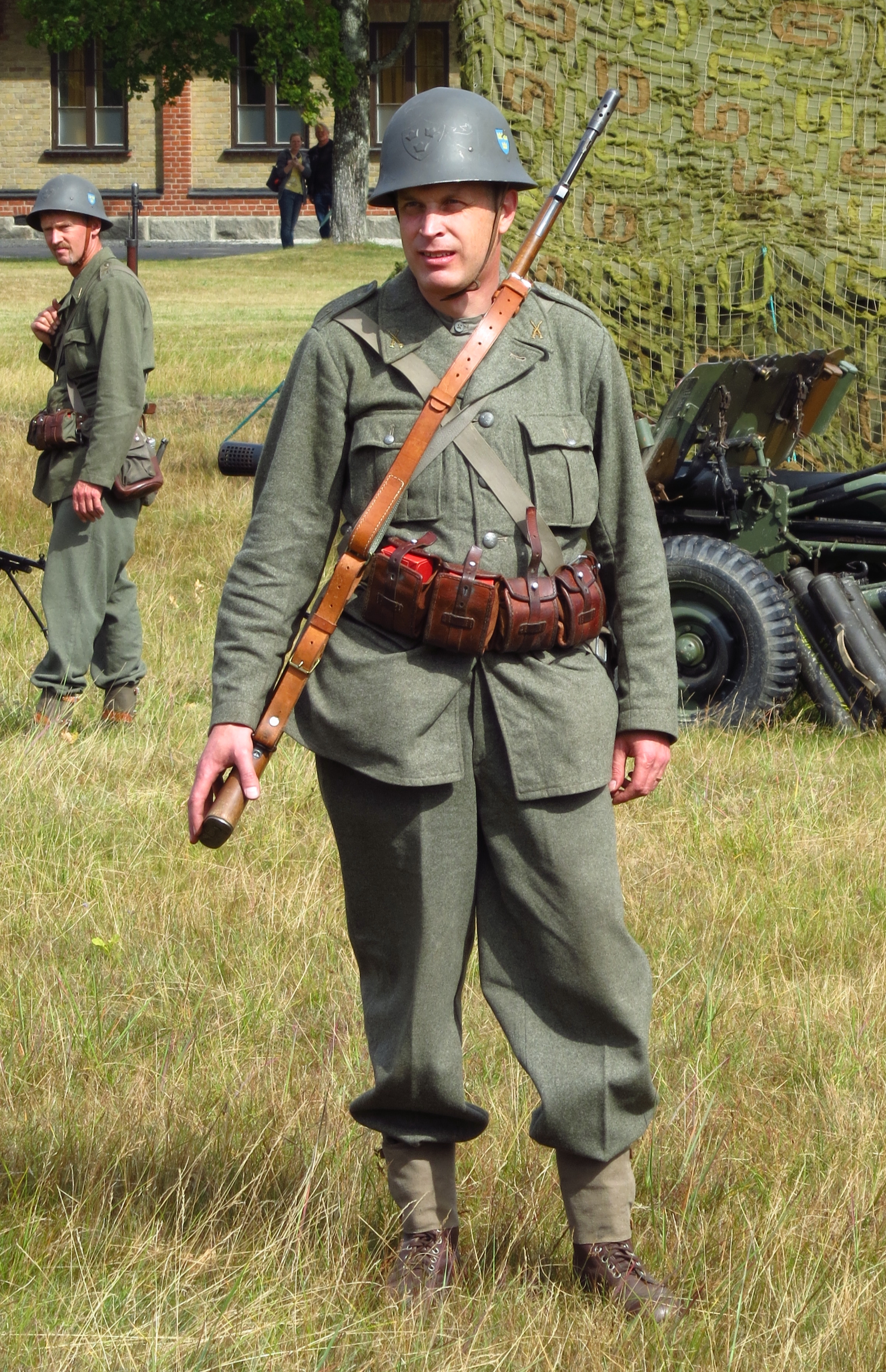
Soldat i uniform m/1939 med hjälm m/1921.

Uniform m/1939 var ett tidigare uniformssystem som användes av Svenska armén.

## Bakgrund
Som ett resultat av 1938 års uniformskommitté började man utveckla den enhetsuniform som kom att få namnet Uniform m/1939.

## Användning
Efter 1910 års Enhetsuniform så blev detta den första enhetsuniform som verkligen slog igenom. Detta är även den sista uniform som i stor omfattning använts både som daglig dräkt, högtidsdräkt, paraduniform, permissionsuniform och fältdräkt. Denna uniform som kom lagom till andra världskriget fick på grund av krigsutbrottet distribueras snabbt för att kunna nå ut till alla (vilket den inte hann göra). Detta var även Hemvärnets första kompletta uniform. På permissionssidan ersattes m/1939 redan 1952 av Uniform m/1952 men kvarstod som fältuniform till slutet av 1950-talet då den ersattes av Fältuniformerna m/1958 och m/1959.

## Persedlar

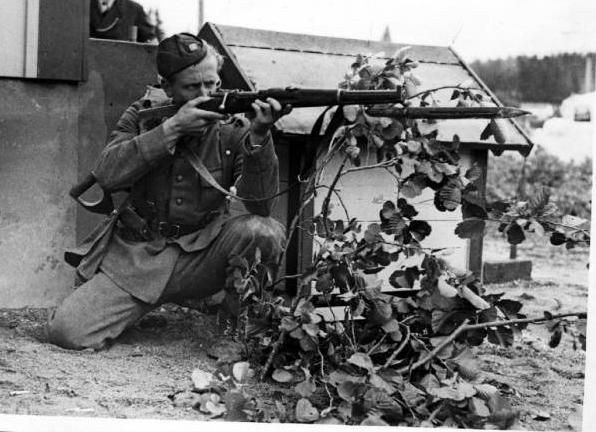
Svensk soldat i eldställning under beredskapen iförd uniform m/1939.

Här nedan följer alla persedlar till enhetsuniform m/1939.

### Armén

#### Beklädnadspersedlar
- Benläder (för beriden personal)
- Byxor m/1939
- Fotlappar
- Halsduk av bomull
- Halsduk av ylle
- Ytterhandskar
- Kappa m/1939
- Livpäls
- Livrem (manskap och underbefäl)
- Koppel (officerare och underofficerare)
- Paradskärp m/1939
- Skjorta
- Skodon
- Sporrar med remmar
- Strumpor
- Strumpskaft
- Grå Ylletröja
- Vantar
- Fältmössa m/1939
- Skärmmössa m/1939
- Vapenrock m/1939

#### Remtygspersedlar
- Ammunitionsgördel av brunt läder (manskap)
- Bajonett med balja
- Hylsa av brunt läder till bajonettbalja (manskap)
- Pistolfodral (för officerare och Fanjunkare)
- Sabel med balja (för officerare och personal i beriden tjänst fram till 1943)

### Hemvärnet
För hemvärnssoldater tillkom följande.
- Mössmärke m/1940
- Ärmmärke m/1940
- Skärmmössa m/1943
- Tjänstetecken m/1946
- Frivilgtecken m/1946

### Senare tillkomna persedlar och försökspersedlar
- Snöblus m/1940
- Snöbyxor m/1940
- Motorhuva fm/1942
- Kappa m/1943
- Vintermössa m/1943
- Stridsvagnsoverall m/1943
- Motorhuva m/1944
- Motorjacka m/1945
- Motorjacka m/1953